# Astacilla sawayae
Astacilla sawayae is een pissebed uit de familie Arcturidae. De wetenschappelijke naam van de soort is voor het eerst geldig gepubliceerd in 1973 door Moreira.